# Burg (Menziken)
Burg – miejscowość w gminie Menziken w północnej Szwajcarii, w kantonie Argowia, w okręgu Kulm. 31 grudnia 2022 liczyła 1095 mieszkańców. Do 31 grudnia 2022 gmina (niem. Einwohnergemeinde).